# Špela Kern
Špela Kern, slovenska kolesarka, * 24. februar 1990
Nastopila je na Svetovnem prvenstvu v cestnem kolesarstvu 2013 v Firencah